# Émile Legangnoux
Émile Legangnoux, né le 12 février 1925 à Saint-Brieuc et mort le 11 juin 2014 à Saint-Malo,, est un footballeur français des années 1940 et 1950. Occupant principalement le poste de milieu de terrain, il évolue durant treize ans en Division 1 et en Division 2, notamment avec le Stade rennais, où il fait deux passages, et remporte le titre de champion de France de D2 en 1956.

## Biographie
Émile Legangnoux naît le 12 février 1925 à Saint-Brieuc, en Bretagne. Son père est lui-même joueur de football, et évolue au niveau inter-régional avec l'US servannaise dans les années 1920 et 1930. Le nom de famille de celui-ci est régulièrement déformé par la presse régionale en « Legagnoux », erreur reprise pour désigner ensuite son fils Émile. Ce dernier évolue au niveau amateur, au Drapeau de Fougères, avant d'être recruté par le Stade rennais en 1948. Il fait alors ses premières apparitions en Division 1, lancé par François Pleyer le 9 septembre 1948 lors d'une rencontre disputée contre l'AS Cannes, conclu sur un match nul un but partout. Au total, il joue cinq matchs de championnat durant cette première saison.
En 1949, Émile Legangnoux quitte Rennes pour rejoindre l'Alsace et le Racing Club de Strasbourg. Il y reste durant une saison, dispute une vingtaine de matchs en Division 1, et marque son premier but professionnel, le 18 septembre 1949, lors d'un match face à l'Olympique de Marseille, en déplacement au stade Vélodrome,. En 1950, Legangnoux rejoint le RCFC Besançon, et y passe trois saisons, toutes en Division 2, disputant plus de 80 rencontres. À l'issue de sa première saison en Franche-Comté, Legangnoux et ses coéquipiers sont proches d'obtenir la montée en Division 1, mais échouent à la quatrième place en championnat, ainsi qu'en barrages face au RC Lens et au FC Sète.
À l'été 1953, Émile Legangnoux retrouve l'élite, en signant en faveur du Havre Athletic Club. Le milieu de terrain reste deux ans en Normandie, et y connaît la relégation un an après son arrivée : dix-septième au classement, le club havrais doit redescendre en Division 2. Après une nouvelle saison à ce niveau, Legangnoux retourne au Stade rennais, où il signe en 1955. Titularisé par Henri Guérin, le plus souvent en soutien des attaquants José Caeiro et Jean Grumellon, il participe activement au bon parcours de son équipe, qui obtient sa promotion dans l'élite, et remporte le titre de champion de France de Division 2. Toujours titulaire la saison suivante, il voit cependant son équipe subir une redescente immédiate. Les années suivantes, Legangnoux n'est plus que rarement aligné par ses entraîneurs en équipe professionnelle, ne cumulant que seize apparitions en quatre ans. En 1961, à l'âge de 36 ans, il quitte finalement le Stade rennais pour terminer sa carrière à l'AC Pouzauges, en Vendée.
Par la suite, Émile Legangnoux s'installe à Saint-Malo. Il décède le 11 juin 2014, à l'âge de 89 ans,.

## Statistiques
Le tableau suivant récapitule les statistiques d'Émile Legangnoux durant sa carrière professionnelle,.
| Saison                | Club                  | Championnat           | Championnat | Championnat | Coupe(s) nationale(s) | Coupe(s) nationale(s) | Total | Total |
| Saison                | Club                  | Division              | M.          | B.          | M.                    | B.                    | M.    | B.    |
| 1948-1949             | Stade rennais UC      | D1                    | 5           | 0           | -                     | -                     | 5     | 0     |
| 1949-1950             | RC Strasbourg         | D1                    | 23          | 1           | -                     | -                     | 23    | 1     |
| 1950-1951             | RCFC Besançon         | D2                    | 25          | 1           | 3                     | 0                     | 28    | 1     |
| 1951-1952             | RCFC Besançon         | D2                    | 25          | 1           | -                     | -                     | 25    | 1     |
| 1952-1953             | RCFC Besançon         | D2                    | 31          | 1           | 1                     | 0                     | 32    | 1     |
| 1953-1954             | Le Havre AC           | D1                    | 34          | 1           | 4                     | 1                     | 38    | 2     |
| 1954-1955             | Le Havre AC           | D1                    | 32          | 3           | 4                     | 0                     | 36    | 3     |
| 1955-1956             | Stade rennais UC      | D2                    | 26          | 1           | 5                     | 1                     | 31    | 2     |
| 1956-1957             | Stade rennais UC      | D1                    | 25          | 4           | 1                     | 0                     | 26    | 4     |
| 1957-1958             | Stade rennais UC      | D2                    | 1           | 0           | 1                     | 0                     | 2     | 0     |
| 1958-1959             | Stade rennais UC      | D1                    | 6           | 0           | 1                     | 0                     | 7     | 0     |
| 1959-1960             | Stade rennais UC      | D1                    | 3           | 0           | -                     | -                     | 3     | 0     |
| 1960-1961             | Stade rennais UC      | D1                    | 4           | 0           | -                     | -                     | 4     | 0     |
| Total sur la carrière | Total sur la carrière | Total sur la carrière | 240         | 13          | 20                    | 2                     | 260   | 15    |

## Palmarès
- Stade rennais
  - Division 2 :
    - Champion : 1956.